# Nécropole de Fort Bévaux
La nécropole de Fort Bévaux est un site préhistorique situé sur la commune d'Andelot-Blancheville, dans le département de la Haute-Marne. Elle comprend un dolmen et plusieurs tumuli dont certains contiennent des coffres mégalithiques.

## Description
La nécropole est située en limite de plateau. Elle a été découverte en 1928 par G. Loberot mais ne fut réellement étudiée qu'en 1973 par Jean-Claude Etienne. Dans un espace d'environ 100 à 250 m de largeur sur près d'un 1 km de longueur, ce sont plus d'une centaine de tertres qui ont été recensés.

### Le dolmen
Le dolmen est situé à l'ouest du site. C'est un petit dolmen entouré d'un tumulus ovalaire de 12 m de long sur 9 m de large pour 1,50 m de hauteur. La chambre mesure environ 1,40 m de longueur sur 1 m de largeur. Elle est délimitée par une dalle de chevet, deux orthostates et une petite dalle d'entrée qui ont été insérées dans de petites fosses de calage.
La fouille archéologique a livré des vestiges osseux très fragmentés mais le décompte des dents permet d'estimer le nombre d'inhumations correspondant à vingt-deux adultes et au moins neuf enfants de moins de dix ans. Le mobilier archéologique découvert se limite à une armature de flèche à pédoncule et ailerons et à quelques tessons de céramique. L'ensemble permet de dater la tombe du Campaniforme. Des fragments d'un vase daté du Bronze correspondent à une réutilisation postérieure.

### Les tumuli
Le tumulus no 1 est situé à environ 100 m au nord-ouest du dolmen. Il comporte un coffre mégalithique orienté sud-ouest/nord-est qui mesure 2,40 m de long sur 1,60 m de large et 1 m de haut. Il est entouré d'un cairn d'environ  6,20 m de longueur sur 4,30 m de largeur et 0,80 m de hauteur. L'entrée de la tombe est protégée par un petit mur en pierres sèches. La fouille a permis d'y recueillir des esquilles osseuses, quelques outils en silex et des tessons de céramique non caractéristiques.
Le tumulus no 2 est de petite taille (6,50 m de long sur 3,40 m de large et 0,70 m de hauteur). Il ne comporte aucune structure interne.
Le tumulus no 3 est situé à environ 10 m du dolmen. Il mesure 11 m de long sur 5,50 m de large et 1 m de haut. Il renferme un coffre mégalithique (2,40 m sur 1 m) dont la fouille n'a livré que quelques fragments osseux, un racloir en silex et un petit bloc d'hématite
.
Le tumulus no 4 est situé à environ 20 m du dolmen. De forme ovale, il mesure 21 m de long pour 8 m à 10 m de large, orienté selon un axe sensiblement est-ouest. Le tumulus renferme deux coffres mégalithiques, le premier au centre, le second dans la partie est de la structure. Le premier coffre est une chambre rectangulaire (1,30 m par 1 m) délimitée sur trois côtés par des dalles et sur le côté est (côté entrée) par un muret en pierres. Le mobilier funéraire découvert se compose de quelques silex et d'esquilles osseuses dont certaines brûlées qui pourraient correspondre à une seconde phase de dépôt. Le second coffre a été disposé perpendiculairement au premier. Plus grand (2 m sur 1 m) 
, son architecture est similaire : dalles sur trois côtés et murette de pierres sèches sur le quatrième. La fouille a révélé deux couches archéologiques, chaque couche étant recouverte d'un lit de plaquettes en calcaire.
Le tumulus no 5 est situé à environ 30 m du dolmen. Il mesure 13 m de long sur 9 m de large et 1 m de haut. Il renferme un coffre (1,60 m sur 1 m) orienté est-ouest délimité par des dalles sur les quatre côtés. Les deux niveaux de dépôt étaient séparés par un lit de plaquettes calcaire. Le matériel funéraire comprenait des esquilles osseuses et une douzaine de tessons de céramique.
Le tumulus no 6 situé quelques mètres plus au nord du précédent comporte un coffre délimité par trois dalles.